# Gounda Airport
Gounda Airport är en flygplats i Centralafrikanska republiken.   Den ligger i prefekturen Bamingui-Bangoran, i den centrala delen av landet, 600 km nordost om huvudstaden Bangui. Gounda Airport ligger 410 meter över havet.
Terrängen runt Gounda Airport är mycket platt. Trakten runt Gounda Airport är nära nog obefolkad, med mindre än två invånare per kvadratkilometer.. Det finns inga samhällen i närheten.
Omgivningarna runt Gounda Airport är huvudsakligen savann.